# Domadice
Domadice (Hongaars: Dalmad) is een Slowaakse gemeente in de regio Nitra, en maakt deel uit van het district Levice.
Domadice telt 251 inwoners.